# Thomas Okos

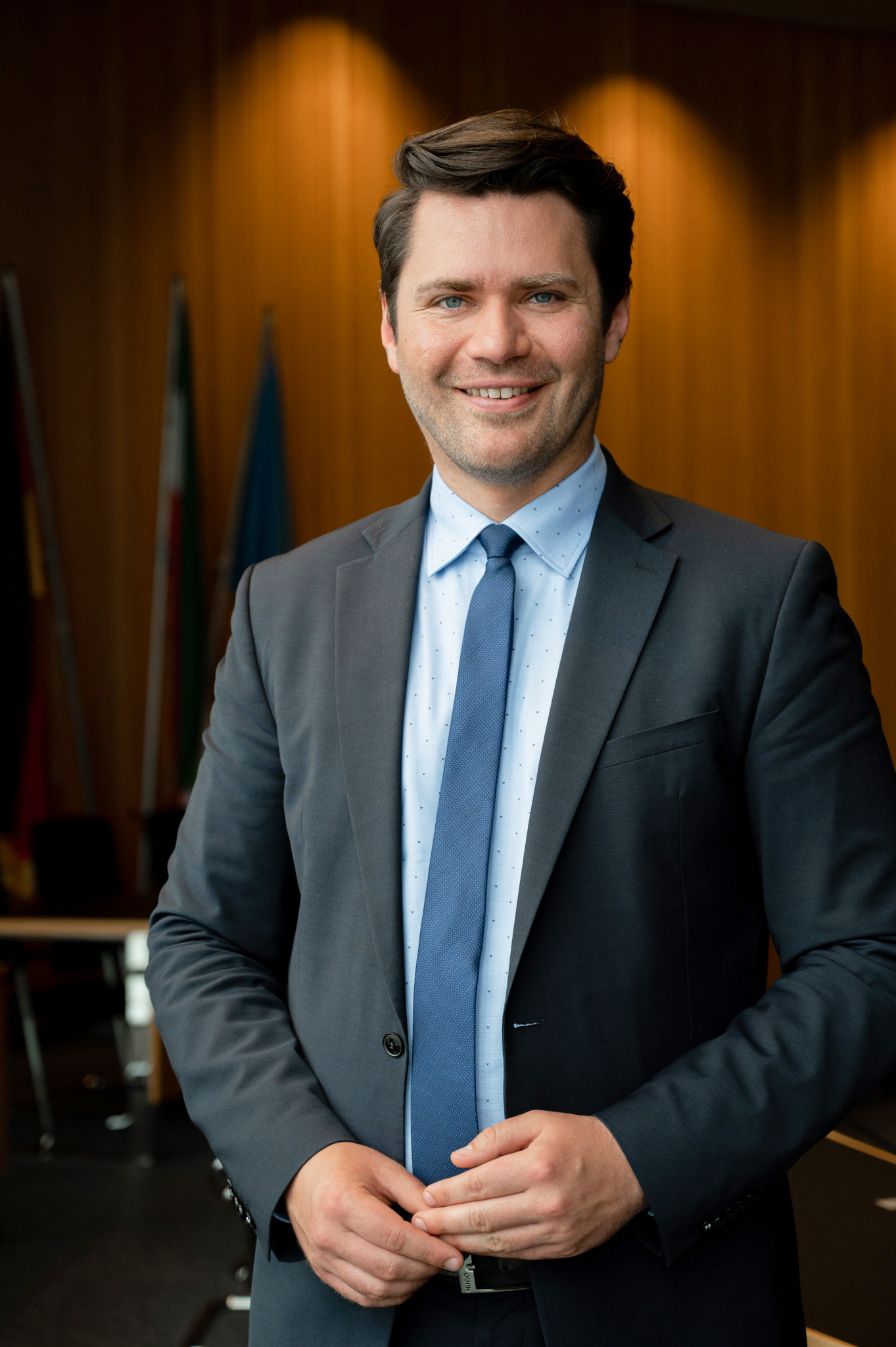
Thomas Okos (2023)

Thomas Okos (* 17. Juni 1988 in Frechen) ist ein deutscher Sportler und Politiker (CDU). Er ist seit 2022 Abgeordneter im Landtag von Nordrhein-Westfalen.

## Leben
Okos ist oberschlesischer Abstammung. Nach dem Abitur an der erzbischöflichen Liebfrauenschule in Köln studierte Okos in den Niederlanden Betriebswirtschaftslehre an der Universität Maastricht (Bachelor of Arts) und der Universität Groningen (Master of Arts). 2016 bis 2021 war er wissenschaftlicher Mitarbeiter für den Bundestagsabgeordneten Georg Kippels in Berlin sowie im Anschluss daran als Unternehmensberater tätig.

## Partei und Politik
Okos trat 2008 in die CDU ein. Seit 2014 vertritt er seine Partei im Stadtrat von Frechen und im Kreistag des Rhein-Erft-Kreises. Gleichzeitig ist Okos erster stellvertretender Bürgermeister der Stadt Frechen. Im Kreistag ist er ordentliches Mitglied im Kreisausschuss sowie ordentliches Mitglied und Sprecher im Verkehrsausschuss.
Er ist seit 2019 Parteivorsitzender im Stadtverband der CDU Frechen. Auf der Mitgliederversammlung der CDU Rhein-Erft im Jahr 2021 wurde Okos zum stellvertretenden Parteivorsitzenden gewählt.
Bei der Landtagswahl in Nordrhein-Westfalen 2022 gewann Okos das Direktmandat im Landtagswahlkreis Rhein-Erft-Kreis II und zog in den Landtag von Nordrhein-Westfalen ein. Okos ist dort ordentliches Mitglied des Ausschusses für Wirtschaft, Industrie, Klimaschutz und Energie sowie im Hauptausschuss. Des Weiteren ist er stellvertretendes Mitglied im Ausschuss für Europa und Internationales, im Wissenschaftsausschuss, im Sportausschuss sowie im Ausschuss für Bauen, Wohnen und Digitalisierung.

## Sportler
Okos lernte bei einem Besuch in Australien die Sportart Australian Football kennen. In Deutschland spielt er in der Australian Football League Germany für die Rheinland Lions. Er ist deutscher Nationalspieler und gewann mit der deutschen Auswahl beim Australian Football Euro Cup 2022 die Silbermedaille.